# Bryum runmaroeense
Bryum runmaroeense là một loài rêu trong họ Bryaceae. Loài này được Arnell mô tả khoa học đầu tiên năm 1928.